# Manoir de Bellou
Le manoir de Bellou est une demeure, du XVIe siècle, qui se dresse sur le territoire de l'ancienne commune française de Bellou, dans le département du Calvados, en région Normandie.
Le manoir est classé aux monuments historiques.

## Localisation
Le manoir se trouve dans le bourg à quelques dizaines de mètres au nord-ouest de l'église Notre-Dame de Bellou, à l'est du département du Calvados, dans la région naturelle du pays d'Auge.

## Historique
Le fief a appartenu initialement à la famille Du Merle, puis successivement à la famille Le Michel (XVIe siècle) et à la famille La Pallu (XVIIIe siècle). Georges Bisson, maire de Livarot, fut propriétaire du manoir. À la fin des années 2000, il fut mis au jour d'intéressant vestiges de peinture murale.

## Description
Le manoir d'origine, qui s'étend sur six travées au centre du logis central, date de la seconde moitié du XVe siècle. Plutôt modeste, il ne comporte alors que deux pièces par niveau. Mais, durant les XVIe et XVIIe siècles, il fait l'objet de campagnes de travaux successives, accentuant au fur et à mesure le caractère majestueux de la bâtisse.
Aujourd'hui, le manoir se compose d'un vaste corps central de forme rectangulaire s'élevant sur deux niveaux couvert en tuiles. La façade sud se trouve prolongée à l'est par un important pavillon en saillie, garni de lucarnes, datant du début du XVIe siècle, ajouté pour Mathurin Le Michel ou pour son fils, et à l'ouest par un second pavillon de dimension plus modeste. Présentant un encorbellement à entretoises moulurées, ce côté du manoir est entièrement fait en colombages verticaux dont l'harmonie générale se trouve seulement rompue par deux courtes écharpes au centre. Enfin, le hourdis, fait de tuileaux, est particulièrement remarquable.
La façade nord, moins travaillée, apparaît plus austère. Construite au XVIIe siècle dans le but d'élargir le manoir et, ainsi, revoir la distribution intérieure, elle se compose d'un rez-de-chaussée construit en pierres et d'un étage en pans de bois. Cette façade se trouve agrémentée, en son centre, d'un porche du XVIIe siècle de style classique à fronton, et deux tourelles cylindriques viennent orner ses angles.
À l'intérieur, on peut voir à l'étage du pavillon des scènes de chasse peintes sur fond ocre sur les sablières du plafond. Des saints personnages de la région ornent d'autres pans de bois.
Le manoir est entouré d'un parc qui recèle des communs remarquables :
- un colombier daté de 1560, de forme octogonale, qui est construit, à la manière de la façade sud du manoir, en pans de bois et hourdis de tuileaux[5] ;
- un pressoir réalisé sur deux niveaux, avec de longs poteaux de sept travées, qui se distingue par sa galerie haute et son grenier à pommes. Il contient un tour, un moteur électrique et deux presses. Il est à relever qu'une incertitude demeure sur la date de son édification : en effet, le XVe siècle est parfois avancé ; d'autre fois, c'est le XVIIe siècle[5],[6] ;
- les anciennes écuries construites en 1720. Elles sont prolongées par une charreterie en pan de bois et possèdent deux lucarnes dont les pièces de bois ont reçu un décor sculpté de style Renaissance[6] ;
- un petit four à pain.

## Protection aux monuments historiques
Au titre des monuments historiques :
- le manoir est classé  par arrêté du 5 février 1923 ;
- le bâtiment du pressoir avec ses mécanismes et la cave attenante par arrêté du 2 novembre 2004.